# Norman Smith
Norman "Hurricane" Smith (født 22. februar 1923, død 3. marts 2008) var en engelsk musiker, pladeproducer og lydtekniker.